# Jan Wain
Jan Wain (ur. 1825 w Jaśle, zm. 24 sierpnia 1901 w Karlsbadzie) – polski lekarz, doktor wszech nauk lekarskich.

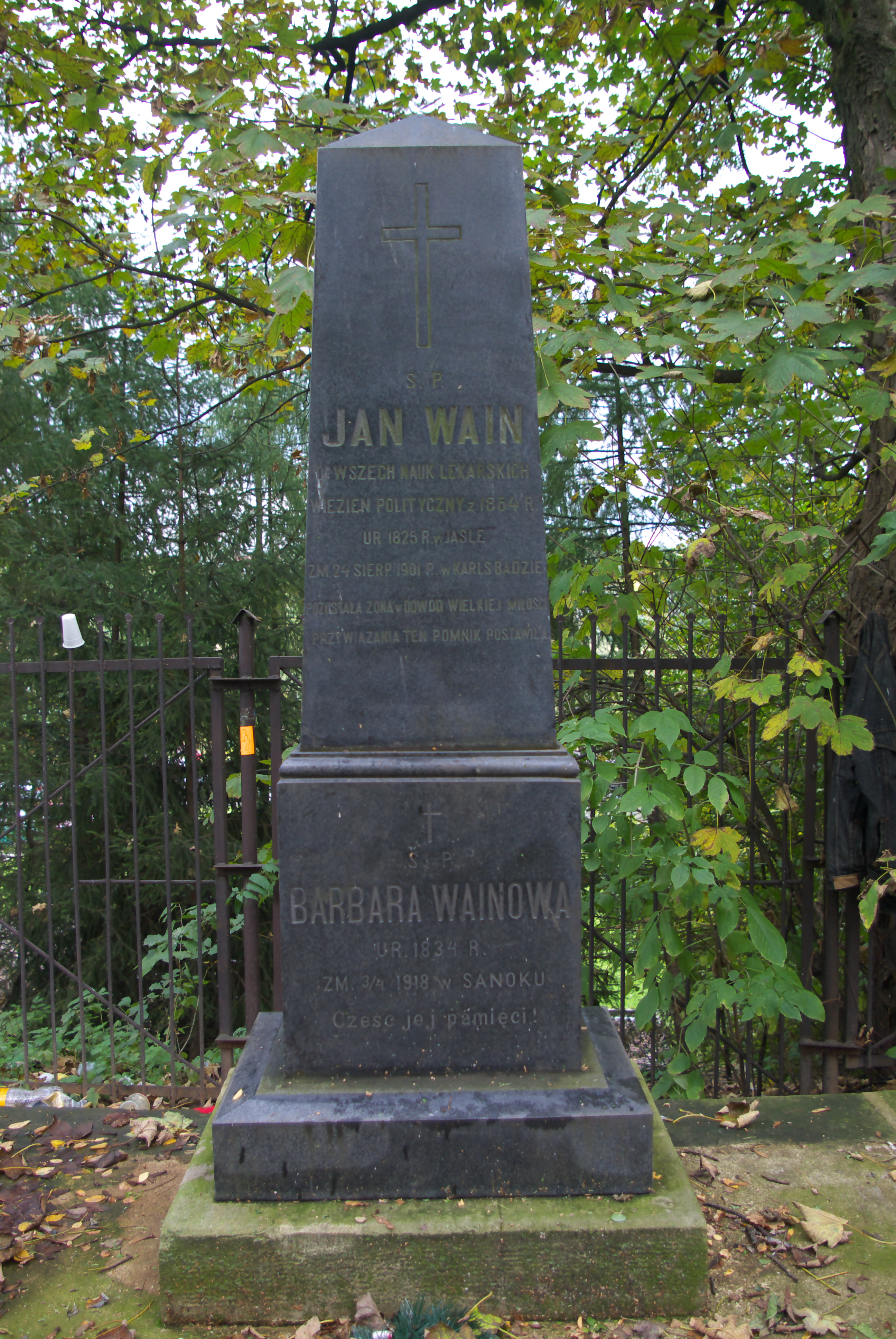
Nagrobek Barbary i Jana Wain

## Życiorys
Urodził się w 1825 w Jaśle. Został lekarzem z tytułem doktora wszechnauk lekarskich. Jako lekarz pracował w Krośnie. Chorował na tzw. katar kiszek, z którego wyleczył się bazując na leczeniu hydropatią, a później metodę hydroterapii stosował u chorych, m.in. u Kazimierza Chłędowskiego, który zapadł na to samo schorzenie. Sprawował stanowisko c. k. lekarza powiatowego w Krośnie. Został członkiem pierwszej Rady Izby Lekarskiej w Krakowie w 1893. Był wybitnym medykiem na obszarze Podkarpacia. 
Działał w ruchu niepodległościowym i spiskowym. Po wybuchu powstania styczniowego udzielał pomocy jego uczestnikom po wprowadzeniu stanu oblężenia na obszarze Galicji, za co został aresztowany przez władze austriackie i w kwietniu 1864 skazany przez sąd wojenny w Rzeszowie na karę 5 dni aresztu. Był prezesem towarzystwa teatralnego w Krośnie. Jako emerytowany lekarz w 1892 został wybrany przez radę miejską w Krośnie na delegata do wydziału szkolnego. Zamieszkiwał w domu przy ówczesnej ul. Suchodolskiej (obecnie ul. Grodzka 4). 
Zmarł 24 sierpnia 1901 w Karlsbadzie. Został pochowany na Starym Cmentarzu w Krośnie. Nagrobek, który ufundowała jego żona Barbara (ur. 1834, zm. 3 kwietnia 1918 w Sanoku), został odnowiony do 2012 roku.